# Сво Раф
Рафаэль Мкртычевич Багдасарян (арм. Ռաֆայել Մկրտչի Բաղդասարյան), более известный под прозвищами Сво Раф (арм. Սվո Ռաֆ) или Сво Раф Ереванский; 10 февраля 1930, Ереван — 23 июня 1993, Москва — криминальный авторитет, вор в законе, бандит, один из лидеров уголовно-преступной среды в СССР.

## Биография
Рафаэль Мкртычевич Багдасарян родился в Ереване 10 февраля 1930 года. За год до рождения Рафаэля его семья переехала из Октемберяна в Ереван.
Кумирами юности Рафаэля были ереванские воры в законе: Феликс Даниелян (Красавчик Фело), Гайк Геворкян (Гога Унжлагский) и Жорик Геворгян (Жожо). Рафаэль познакомился с криминальным авторитетом Жожо. Отец часто бил Рафаэля, чтобы тот вырос послушным сыном и уважал старших.
В одиннадцать лет совершил первую кражу. В четырнадцать лет Рафаэль был коронован и стал вором в законе. В пятнадцать лет Рафаэль уехал из Еревана, а впоследствии обосновался в Москве. С 1944-го по 1984 годы неоднократно привлекался к уголовной ответственности за кражи, грабежи (в том числе под видом сотрудника милиции), злостное хулиганство, незаконное хранение наркотических веществ. Всего судимостей у Багдасаряна — 15, все сроки отсидел полностью. Общий тюремный стаж — 34 года. В лагерях и тюрьмах Рафаэль систематически нарушал режим, отказывался работать, нападал на должностных лиц и безуспешно пытался совершать побеги, но не давал показаний и не подписывал протоколы.
В 1990-х Багдасарян порвал все отношения с чеченцами в Москве, считая их неуправляемыми. Тогда же Багдасарян неоднократно помогал армянской стороне во время Первой карабахской войны.
Багдасарян выступал за экспансию воровского мира в сферы наркоторговли и операций с недвижимостью. Он договаривался с иностранными партнёрами о дележе новых рынков наркотиков и оружия в Восточной Европе и на Ближнем Востоке.
В последний раз Багдасаряна арестовали 23 декабря 1992 года в номере московской гостиницы «Минск». Его поместили вместо Бутырской тюрьмы в следственный изолятор Министерства безопасности РФ в Лефортово.

## Смерть
13 июня 1993 года немецкие полицейские, приехавшие допросить Багдасаряна о нескольких убийствах на своей территории, так его и не увидели. 18 июня у Багдасаряна началась рвота с кровью. Его отвезли в больницу и срочно прооперировали. 23 июня в 11 часов 10 минут утра в специальном отделении московской больницы, не приходя в сознание, Багдасарян скончался.
Багдасарян был похоронен 27 июня 1993 года. На время похорон преступные авторитеты договорились о возобновлении подачи газа и электроэнергии из Азербайджана в Ереван на время с 25 по 27 июня. Всего в похоронах участвовали от 150 до 200 тысяч человек. Аэропорт Еревана принимал рейсы из Азербайджана. Это был единственный раз за всю первую половину 90-х годов, когда между Ереваном и Баку возобновилось воздушное сообщение.

## Семья
Рафаэль был женат на Наталье Паласян, от которой у него есть дочь.